# Fokker F.II
El Fokker F.II fue el primero de una larga serie de aviones comerciales diseñados y construidos por la firma Fokker. En una era de biplanos, Anthony Fokker presentó un diseño  de Reinhold Platz, jefe de su departamento técnico; un monoplano de ala alta, limpio y distintivo que resultó ser uno de los más eficientes aviones de pasaje. Fue fabricado en Alemania bajo licencia y también algunos por la firma Nederlandsche Vliegtuigenfabriek en  Ámsterdam-Noor, así como en la N.V. Koninklijke Nederlandse Vliegtuigenfabriek Fokker, una nueva factoría ubicada en Veere.

## Historia, diseño y desarrollo

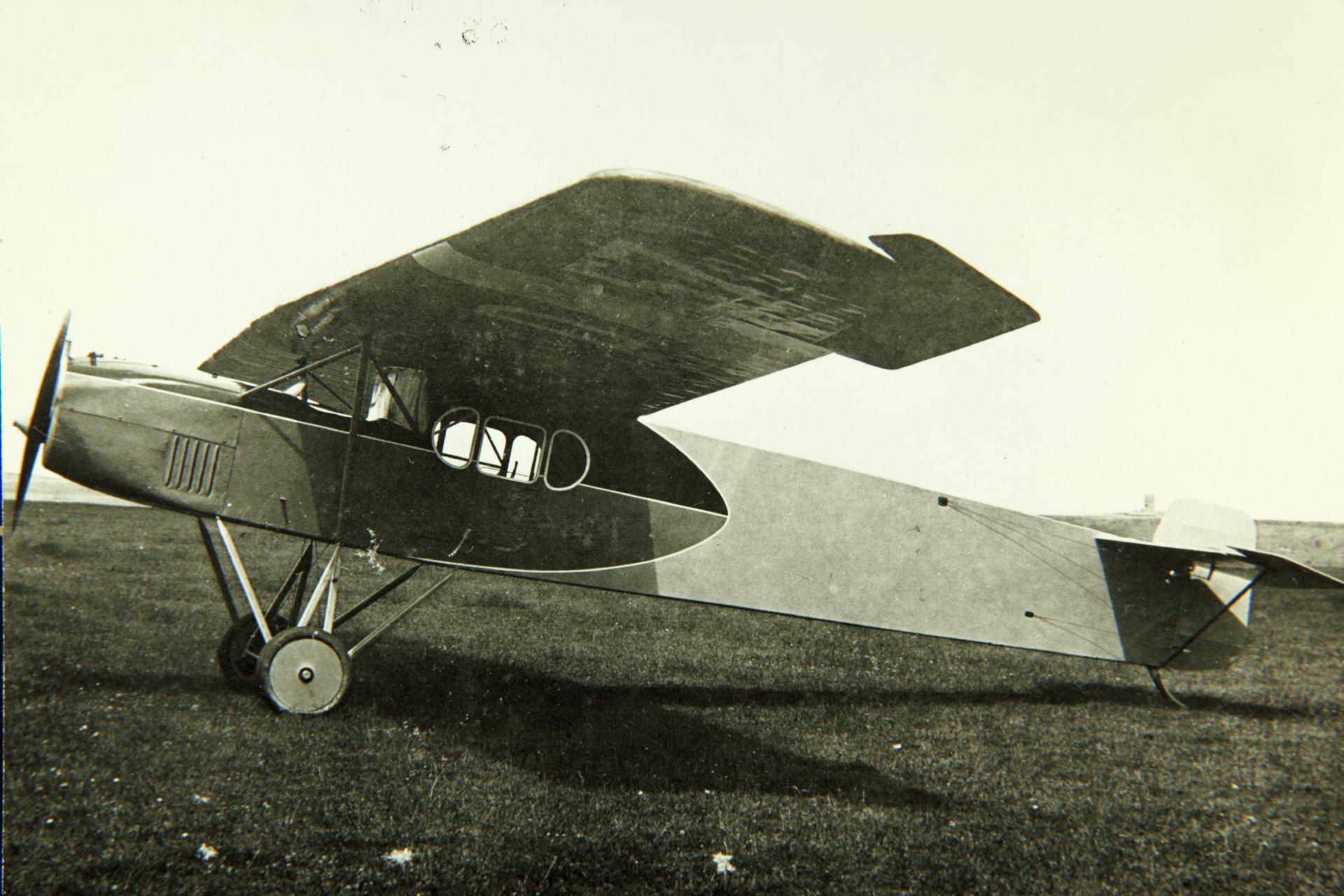
Fokker F.II D-57

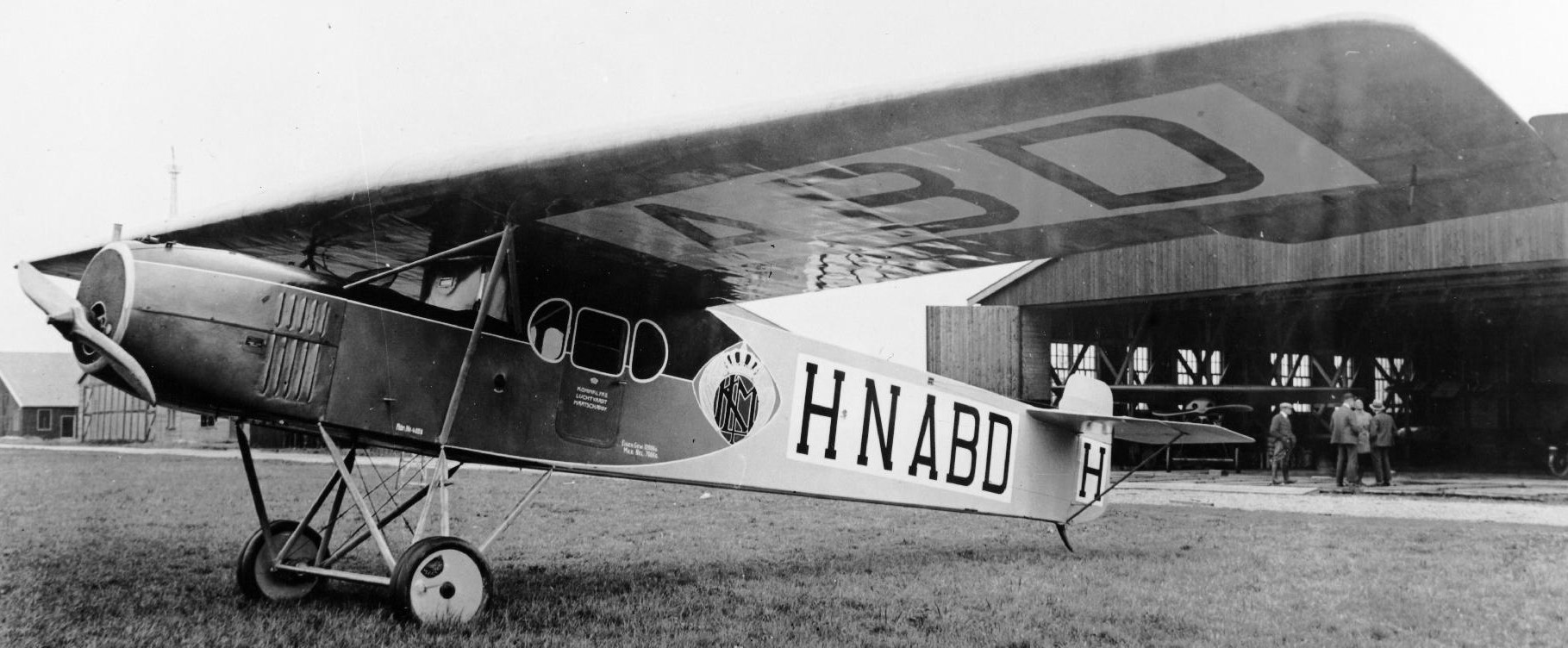
Fokker F.II H-NABD KLM

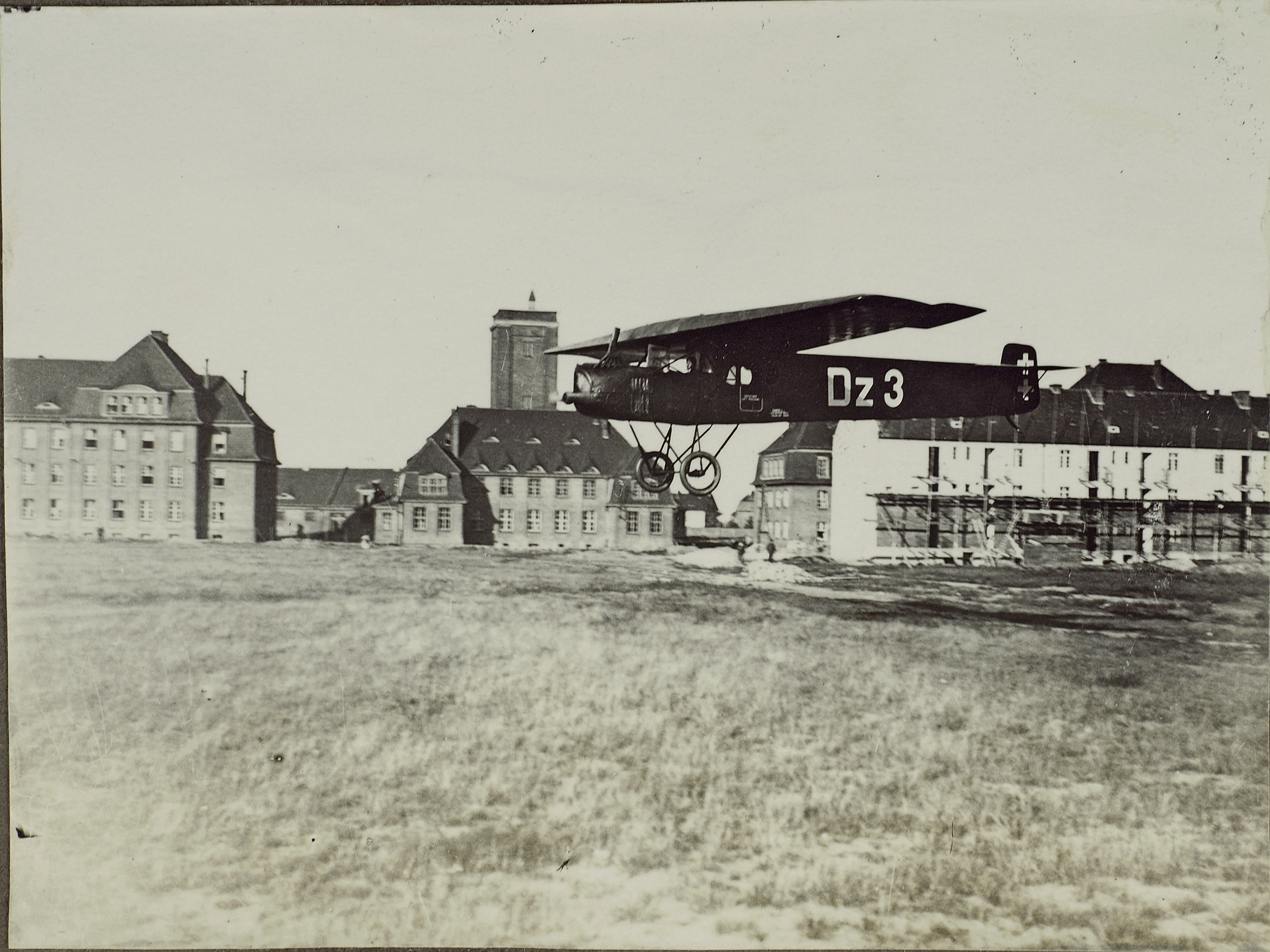
Fokker-Grulich F.II Dz 3 de Danziger Luft-Reederei, 1922

El primer diseño comercial de Reinhold Platz fue el Fokker F.I (V.45), un monoplano en parasol con cabinas abiertas para el piloto y sus pasajeros. Comprendiendo la necesidad de dotar al pasaje de un mayor grado de comodidad, Platz abandonó el desarrollo del F.I y diseñó para sustituirlo el Fokker F.II cuyo prototipo recibió la designación de fábrica V.46. Los dos aviones fueron construidos en la factoría Fokker Flugzeugwerke G.m.b.H en Schwerin.
El V.46 realizó su primer vuelo pilotado por el piloto de pruebas Adolf Parge en octubre de 1919 con la matrícula civil alemana D-57.
El Fokker F.II era un monoplano monomotor de ala cantilever y un linaje de diseño que se remonta al triplano Dr.I del diseñador Reinhold Platz, a través del biplano de caza D.VII, el monoplano Fokker D.VIII. El Dr.I fue el primer avión en utilizar los gruesos perfiles de elevación/arrastre que permitían altas velocidades de ascenso y también el uso de arriostramientos internos de las alas. Por lo tanto, el ala del triplano no necesitaba ningún refuerzo de alambre externo y sus sucesores monoplanos, aparte de las fijaciones al fuselaje, eran simples estructuras en voladizo.
El F.II tenía otras características de diseño de los primeros Fokker; una ala de gruesa sección cantilever construida de madera, destinada en un principio al F.I fijada a la parte superior del fuselaje totalmente revestida de madera contrachapada, con alerones que se extendían más allá de las puntas de las alas y un fuselaje de sección rectangular y amplitud decreciente de tubo de acero soldado recubierto de lona impermeable que proporcionaba suficiente estabilidad direccional hasta fundirse con el plano de cola. La deriva era inexistente y el timón de dirección de dimensiones relativamente pequeñas. El F.II tenía un tren de aterrizaje fijo cuyas unidades principales estaban unidas por un eje transversal, con amortiguadores de cuerda elástica. 
Tenía un espacio cerrado para cuatro pasajeros; un quinto podía viajar junto al piloto en su cabina abierta en un asiento originalmente destinado a un mecánico o navegante.
Cuando Anthony Fokker decidió trasladar la empresa a los Países Bajos, el V.46 (D-57) salió de manera ilegal de Alemania en vuelo pilotado por su amigo y empleado Bernard de Waal el 20 de marzo de 1920. La razón fue que después de la Primera Guerra Mundial a Alemania se le prohibió exportar cualquier producto estratégico, entre ellos aviones. Incluso después de esto, quizás se construyeron otros tres ejemplares en Schwerin antes de que la producción se trasladara a los Países Bajos. Todos los F.II construidos por Fokker estaban propulsados por el motor BMW IIIa de 138 kW (185 hp). Sin embargo, la aerolínea holandesa KLM, que encargó los dos primeros F.II después del prototipo descubrió que, el BMW IIIa carecía de potencia y tenía problemas de refrigeración. Después de un experimento con un motor Mercedes D.IIIav de 200-217 hp. Finalmente, KLM instaló en uno de sus aviones un motor Armstrong Siddeley Puma de 256 hp (186 kW) y otro voló durante un tiempo con un BMW IV con una potencia nominal de 160 kW (227 hp).

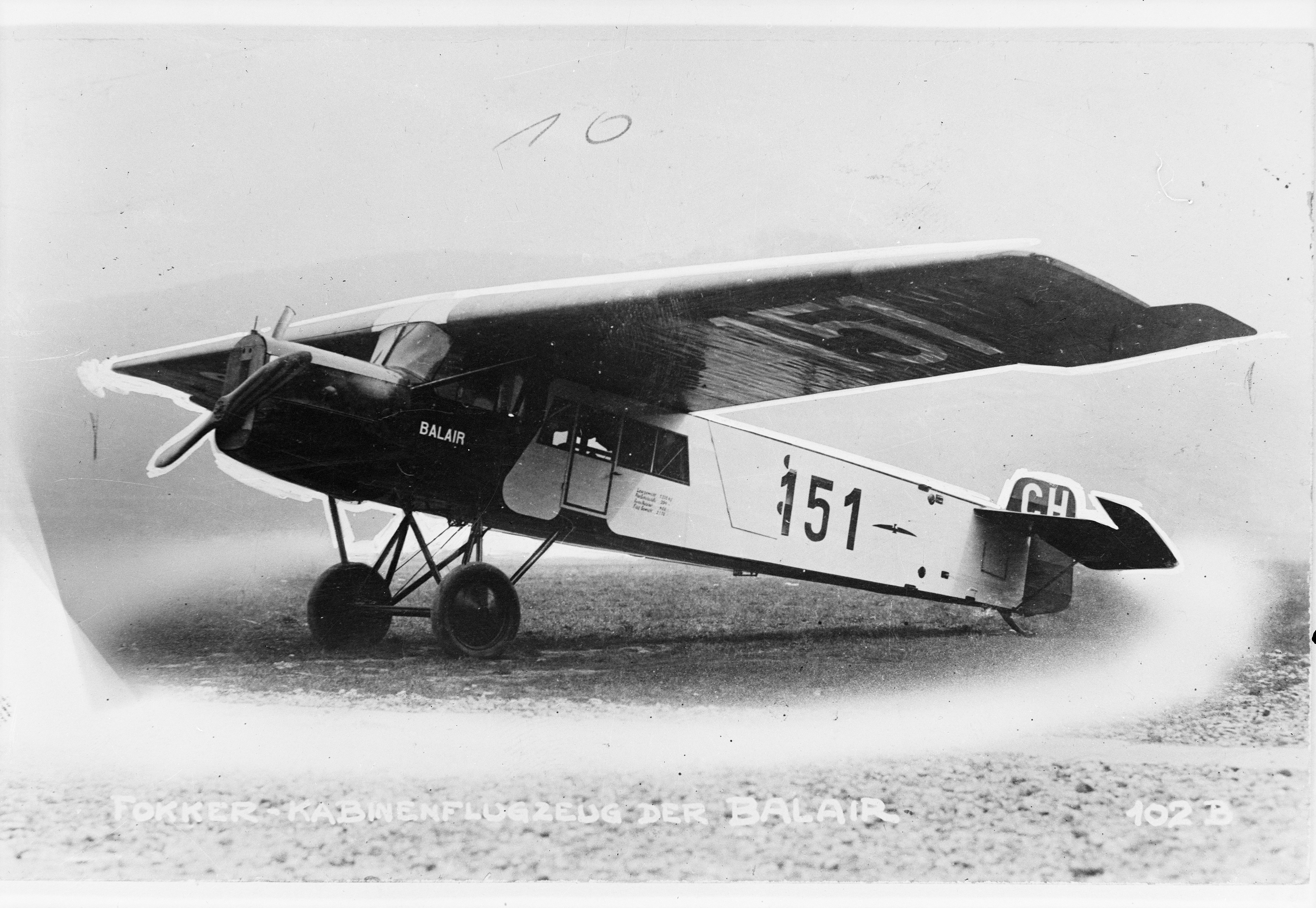
Fokker-Grulich F.II CH-151 Balair

En Alemania, a iniciativa del Dr. Ing. Karl Grulich, ingeniero asociado con Gothaer Waggonfabrik (Gotha, GWF) durante la I Guerra Mundial y en aquel entonces gerente técnico de la aerolínea Deutscher Aero Lloyd -anteriormente Deutsche Luft-Reederei- se inicia la construcción bajo licencia del F.II en parte de los antiguos talleres Gotha, renombrados Flugzeugwerft GmbH en Staaken, Berlín, donde se introdujo algunas modificaciones en el diseño. Entre ellos, un tren de aterrizaje reforzado, cabina de mando rediseñada y ventanas de cabina trapezoidales rediseñadas. Al menos diecinueve fuselajes, la gran mayoría de los designados Fokker-Grulich F.II se construyeron allí; sin embargo, las alas eran construidas por la compañía Albatros Flugzeugwerke y luego enviadas para su ensamblaje final. 
Los F.II construidos en Schwerin y Veere eran propulsados por el motor en línea de seis cilindros, refrigerado por agua BMW IIIa de 138 kW (185 PS, 179.6 hp). Los Fokker-Grulich F.II inicialmente estaban equipados con el motor BMW IV con una potencia nominal de 160 kW (227 hp). La mayoría de los aviones Grulich fueron posteriormente motorizados con el BMW Va de 239 kW/320 CV, siendo redesignados F.IIb.

## Historial de operaciones
El 10 de julio de 1920, la recién fundada KLM encargó dos F.II (H-NABC y H-NABD), por un importe de 45.000 florines (aproximadamente 280.000 euros en la actualidad). El 25 de agosto de 1920, los F.II fueron entregados a KLM, después de lo cual el piloto Hinchliffe realizó el primer vuelo operativo con el H-NADB al aeropuerto de Londres-Croydon el 30 de septiembre de 1920.
Los F.II construidos en los Países Bajos volaron con la compañía KLM entre 1920 y 1927. Dos ejemplares fueron vendidos a Sabena, que los utilizó en su ruta Bruselas-Amberes. Los tres ejemplares que Fokker había construido en Schwerin fueron comprados por Deutsche Luft-Reederei -más tarde Deutscher Aero Lloyd-, y fueron asignados a su filial Danziger Luft-Reederei,y registrados en la Ciudad Libre de Danzig . Los modelos Grulich F.IIb y algunos F.II tuvieron una larga vida operativa; fueron  absorbidos para formar Deutsche Luft Hansa AG en 1926, momento en el que quedaron diez unidades que, en 1934 se utilizaron en rutas regionales que unían Colonia con Aachen, Essen, Krefeld y Mülheim.

## Especificaciones técnicas (Fokker F.II)
Referencia datos: Enciclopedia Ilustrada de la Aviación, Vol. 8 pág 1892, Fokker F.I y F.II Ed. Delta, Barcelona 1982 ISBN 84-85822-73-0

### Características generales
- Tripulación: 1
- Capacidad: 5
- Longitud: 11,65 m
- Envergadura: 16,10 m
- Altura: 3,20 m
- Superficie alar: 38,20 m²
- Peso vacío: 1200 kg
- Peso máximo al despegue: 1900 kg
- Planta motriz: SOHC de seis cilindros en línea BMW IIIa.
  - Potencia: 134 kW (185 HP; 182 CV) cada uno.

### Rendimiento
- Velocidad nunca excedida (Vne): 150 km\h
- Velocidad crucero (Vc): 120 km\h
- Alcance: 1200 km

## Operadores
Alemania
- Deutsche Luft-Reederei (Deutscher Aero Lloyd)
- Deutsche Luft Hansa AG

 Bélgica
- Sabena

 Ciudad Libre de Dánzig
- Danziger Luft-Reederei

 Países Bajos
- KLM

 Suiza
- Basler Aviation AG - Balair